# Le Mors aux dents (roman)
Pour les articles homonymes, voir Le Mors aux dents.
Le Mors aux dents est un roman de Vladimir Pozner paru en 1937.

## Éditions
- réédité dans la collection Babel chez Actes Sud, 2005.